# Tom Waddell
Tom Waddell, nato come Thomas Joseph Michael Flubache (Paterson, 1º novembre 1937 – San Francisco, 11 luglio 1987), è stato un multiplista, dirigente sportivo e attivista statunitense per i diritti gay.
È stato il fondatore dei Gay Games, in origine chiamati "Gay Olympics" ("Olimpiadi gay").

## Biografia
Nato Thomas Joseph Michael Flubache, ha preso il cognome Waddell per adozione. Nel corso della sua carriera medica, ha fatto ricerca sui virus ed è stato al servizio della famiglia reale saudita.
Thomas ("Tom") Waddell è stato un giocatore di football americano e un ginnasta.
Fu arruolato nell'esercito, ma si oppose alla guerra del Vietnam e riuscì ad evitare di combattervi, prestando servizio come medico militare.

Iniziò ad allenarsi per le Olimpiadi di Città del Messico nel 1968, assieme ad altri atleti militari. Ha rappresentato gli Stati Uniti nel decathlon piazzandosi sesto.
Fece coming out come gay nel 1976 sulla rivista "American People".
In base alla sua esperienza di atleta, e ritenendo che il mondo tradizionale dello sport fosse troppo impregnato di omofobia e poco disposto ad accogliere le persone LGBT, nel 1980 Waddell lanciò l'idea delle "Olimpiadi gay", nelle quali le persone non fossero discriminate non solo per motivi legati alla tendenza sessuale, ma nemmeno in base a fattori come l'età o l'handicap, potendo concorrere in gruppi di possibilità fisiche omogenee.

A questo scopo, Waddell fondò il San Francisco Arts and Athletics, che gestì i giochi del 1982 e 1986.

Il nome dell'iniziativa fu cambiato da "Olimpiadi gay" a quello che porta attualmente, Gay Games, dopo che il Comitato olimpico intentò e vinse una causa per impedire che il nome "Olimpiadi" (che negli USA è un marchio registrato) fosse associato all'omosessualità.
Tom Waddell è morto di AIDS, all'epoca una malattia nuova e relativamente sconosciuta, nel 1987.
Ha avuto una figlia, Jessica, con una partner lesbica, che ha sposato.
Su Tom Waddell è stata scritta una biografia intitolata Gay Olympian, "L'olimpionico gay".